# High-Speed Uplink Packet Access

High Speed Uplink Packet Access (HSUPA) est un protocole de téléphonie mobile de troisième génération (3G), de la famille UMTS, dont les spécifications ont été publiées par le 3GPP dans la « release 6 » du standard UMTS (Universal Mobile Telecommunications System).

HSUPA est un complément de HSDPA (High Speed Downlink Packet Access) pour la voie montante. HSUPA, présenté comme le successeur de HSDPA, porte le débit montant (Uplink) à 5,8 Mbit/s théorique, le flux descendant (Downlink) étant de 14 Mbit/s comme en HSDPA.
L'intérêt d’HSUPA est d'offrir la possibilité d'émettre facilement des contenus volumineux (photos, audio, vidéo) vers d'autres mobiles mais également vers les plates-formes de partage sur Internet. Cette technologie est un pas significatif vers l'accès aux applications Web 2.0 sur l'Internet mobile, elle accompagne d'ailleurs le développement de pages adaptées aux mobiles par les acteurs de sites collaboratifs tels que Dailymotion ou MySpace.
En France, la première communication HSUPA a lieu en septembre 2007 sur le réseau SFR avec le concours de l'équipementier Alcatel-Lucent. Les opérateurs français déploient cette technologie au premier semestre 2008.
Le futur de HSUPA est le HSPA (High Speed Packet Access) et le HSPA+ définis par le 3GPP (« release 7 et 8 ») à la fin des années 2000.